# Yuri Kawamura
Yuri Kawamura (川村 優理 Kawamura Yuri?,  nacido el 17 de mayo de 1989 en Niigata) es una futbolista japonesa que jugaba como defensa.
Kawamura jugó 32 veces y marcó 2 goles para la selección femenina de fútbol de Japón entre 2010 y 2017. Kawamura fue elegida para integrar la selección nacional de Japón para los Copa Mundial Femenina de Fútbol de 2015.

## Trayectoria

### Clubes
| Club                   | País           | Año         |
| ---------------------- | -------------- | ----------- |
| Albirex Niigata        | Japón          | 2002 - 2012 |
| JEF United Chiba       | Japón          | 2013        |
| Vegalta Sendai         | Japón          | 2014 - 2016 |
| Albirex Niigata        | Japón          | 2017        |
| North Carolina Courage | Estados Unidos | 2017 -      |

### Selección nacional
| Selección | País  | Año         |
| --------- | ----- | ----------- |
| Absoluta  | Japón | 2010 - 2017 |

## Estadística de equipo nacional
| Selección femenina de fútbol de Japón | Selección femenina de fútbol de Japón | Selección femenina de fútbol de Japón |
| Año                                   | Partidos                              | Goles                                 |
| ------------------------------------- | ------------------------------------- | ------------------------------------- |
| 2010                                  | 2                                     | 0                                     |
| 2011                                  | 0                                     | 0                                     |
| 2012                                  | 0                                     | 0                                     |
| 2013                                  | 2                                     | 0                                     |
| 2014                                  | 7                                     | 1                                     |
| 2015                                  | 10                                    | 1                                     |
| 2016                                  | 8                                     | 0                                     |
| 2017                                  | 3                                     | 0                                     |
| Total                                 | 32                                    | 2                                     |